# 丁振清
丁振清(貓叔)於1959年出生於台北市萬華區，籍貫台北，
是霹靂布袋戲最資深的操偶師。

## 身平簡介
丁振清(1959年8月28日-)出生於台北市萬華，籍貫為台北，是霹靂布袋戲最資深的操偶師。丁振清是布袋戲國寶級大師黃海岱的徒孫。國小畢業後他拜師陳信義門下學藝，跟著戲班在全台各地演出。退伍後進入華視錄布袋戲節目，後經由黃海岱推薦進入黃俊雄虎尾的電視錄影團隊，一起打造布袋戲電視史上的黃金時期 ; 九○年加入霹靂集團後與黃強華、黃文擇一起打江山，以操偶結合動畫，創造新布袋戲傳奇。。
在2000年製作電影《聖石傳說》時，丁振清親自設計素還真、青陽子、傲笑紅塵三位主角的偶身；之後還發明了特殊的「特效關節手」，為偶手、偶腳加上關節，讓戲偶能做出彈琴、拔劍等細膩動作，讓戲劇更顯張力。

## 操演風格
丁振清操偶的祕訣在於肢體語言。戲偶本身沒有表情，操偶師依據角色個性，反覆揣摩動作，把自己的情感注入人偶 ; 其臉部表情、神韻及身段都和戲偶融為一體，達到人偶合一境界。

## 知名參與作品
- 舞台劇《狼城疑雲》(1998)
- 電影《聖石傳說》(2000)
- 電影《奇人密碼－古羅布之謎》(2015)